# Dínószakik
A Dínószakik (angolul: Dinotrux) egy amerikai számítógépes animált websorozat. A sorozat 2015. augusztus 14-én debütált a Netflixen, Magyarországon a Minimax kezdte el adni 2017. november 11-én. 8 évada van a sorozatnak.

## Szereplők
| Szereplő | Eredeti hang    | Magyar hang                                     |
| -------- | --------------- | ----------------------------------------------- |
| Ty       | Andrew Francis  | Barát Attila                                    |
| Bütyköl  | Richard Ian Cox | Joó Gábor (1-2. évad), Moser Károly (3-7. évad) |
| Kuka     | Trevor Devall   | Fehér Péter                                     |
| Dózer    | Brian Drummond  | Maday Gábor                                     |
| Ton-Ton  | Matt Hill       | Renácz Zoltán                                   |
| Sudár    | Ashleigh Ball   | Bogdányi Titanilla                              |
| L-Tipró  | Paul Dobson     | Sótonyi Gábor                                   |

## Epizódok
| Évad | Epizód | Eredeti sugárzás    | Eredeti sugárzás    | Magyar sugárzás    | Magyar sugárzás    |
| Évad | Epizód | Évadpremier         | Évadfinálé          | Évadpremier        | Évadfinálé         |
| ---- | ------ | ------------------- | ------------------- | ------------------ | ------------------ |
| 1    | 10     | 2015. augusztus 13. | 2015. augusztus 13. | 2017. november 11. | 2017. november 18. |
| 2    | 13     | 2016. március 11.   | 2016. március 11.   | 2017. november 19. | 2017. december 1.  |
| 3    | 16     | 2016. október 7.    | 2016. október 7.    | 2018. március 10.  | 2018. március 24.  |
| 4    | 7      | 2017. március 7.    | 2017. március 7.    | 2018. március 25.  | 2018. április 1.   |
| 5    | 6      | 2017. augusztus 18. | 2017. augusztus 18. | 2018. április 2.   | 2018. április 7.   |
| 6    | 6      | 2017. november 10.  | 2017. november 10.  | 2019. január 2.    | 2019. január 7.    |
| 7    | 7      | 2018. március 23.   | 2018. március 23.   | 2019. január 8.    | 2019. január 14.   |
| 8    | 13     | 2018. augusztus 3.  | 2018. augusztus 3.  | 2019. január 15.   | 2019. január 27.   |